# 카를 하러
카를 하러(Karl Harrer, 1890년 10월 8일 ~ 1926년 9월 5일)는 독일의 언론인이자 정치인으로, 1919년 초 창립된 독일 노동자당의 초창기 주요 멤버 중 한 명으로 잘 알려져 있다. 이 당은 이후 독일에서 집권하게 되는 국가사회주의 독일 노동자당(나치당)의 전신이다.

## 생애
바이에른의 바일른그리스(Beilngries)에서 여관 주인의 아들로 태어난 카를 하러는 1차 대전 중인 1913년 자원병으로 바이에른 제2보병연대에 입대하였으나, 1914년 무릎에 중상을 입고 복귀하지 못하다가 1918년 제대했다.
군 제대 이후 툴레 협회가 소유하던 신문 "뮌헤너 베오바흐터"(푈키셔 베오바흐터의 전신)의 기자가 되었다. 툴레 협회의 의뢰에 따라 뮌헨 지역의 노동자들에게 정치적인 영향을 미치기 위하여 하러는 1918년 안톤 드렉슬러 등을 설득하여 정치 노동자 서클(Politischer Arbeiterzirkel)을 창설했다. 회원들은 민족주의와 반유대주의를 주제로 토론하기 위해 주기적으로 모였다. 하러는 이것이 다소 비밀적인 정치 소모임으로 남길 원했지만 드렉슬러는 이를 정당으로 발전시키고자 했다. 곧 1919년 1월 드렉슬러의 주도로 독일 노동자당이 창설되었고 카를 하러와 고트프리트 페더, 디트리히 에카르트 등도 참여했다.
독일 노동자당 창설 이후 아돌프 히틀러가 당내에서 세력을 이루기 시작하자 하러는 당의 방향에 불만을 품기 시작했다. 1920년 당을 장악한 히틀러는 툴레 협회와의 관계를 공식적으로 단절하고 드렉슬러, 페더와 함께 25개조 강령을 완성하고 당명을 국가사회주의 독일 노동자당으로 개칭했다. 하러는 이에 반대하여 당에서 사퇴했고, 이후 툴레 협회는 쇠퇴하여 5년 만에 해체되었는데 히틀러가 권력을 얻기 훨씬 전의 일이었다. 이후 눈에 띄는 활동 없이 살던 하러는 1926년 뮌헨에서 (아마 전쟁 부상 후유증을 원인으로) 자연사했다.